# (33695) 1999 KH3
1999 KH3 (asteroide 33695) é um asteroide da cintura principal. Possui uma excentricidade de 0.16296660 e uma inclinação de 2.02765º.
Este asteroide foi descoberto no dia 17 de maio de 1999 por Spacewatch em Kitt Peak.